# Barna zsezse
A barna zsezse  vagy  nyíri zsezse (Acanthis cabaret)  a madarak osztályának verébalakúak (Passeriformes) rendjébe és a pintyfélék (Fringillidae) családjába tartozó faj.

## Rendszerezése
A fajt Philipp Ludwig Statius Müller német zoológus írta le 1776-ban, a Fringilla nembe Fringilla cabaret néven. Sorolták a Carduelis nemben Carduelis cabaret néven, valamint szerepelt a zsezse (Acanthis flammea) alfajaként Acanthis flammea cabaret néven is.

## Előfordulása
Egyrészt a Brit-szigeteken, másrészt a Keleti-Alpokban (főleg a Salzburgi-havasokban), a Kárpátokban és a Balkán hegyvidékein költ. A magasabb hegyvidékeken a zsezsét helyettesíti.

### Kárpát-medencei előfordulása
Magyarországon jegyzik, de megerősítésre szorul. 2020. október 24-én észlelték Naszály, Ferencmajori Madárvártán.

## Megjelenése
Testhossza 11.5–12.5 centiméter, testtömege 9–12 gramm. Nyakszirtje, nyaka oldala, háta, farcsíkja és oldala sárgás rozsdabarna, alapszínén sötétbarna hosszanti foltok láthatók. Szemsávja és torokfoltja feketebarna, homloka és feje tetejének eleje sötét karmazsinpiros; begye, melle felső része és farcsíkja halvány rózsaszínű, de ezek a tollak fehér szegése miatt szürkés harántsávozást mutatnak. Hasi oldalának többi része fehéres, gyenge rózsaszínes árnyalattal; az alsó farkfedőkön feketés hosszanti foltok vannak. Szárny- és farktollai feketésbarnák, külső zászlójukon szennyesfehér szegéllyel; a harmadrendű evezők és válltollak, valamint a legnagyobb szárnyfedők végén széles agyagbarna perem van, így a szárnyon két határozott sáv keletkezik. Szeme sötétbarna, csőre sárgás, de hegye és kávaélei sötétek; lába fekete.
|  |  |

## Szaporodása
|  |

## Természetvédelmi helyzete
A Természetvédelmi Világszövetség Vörös listáján nem szerepel. Magyarországon védett, természetvédelmi értéke 10 000 Ft.